# Сантос, Ахмед
Ахмед-Абисаи Сантос (англ. Ahmed Abisai Santos; род. 19 февраля 1974, Лос-Мочис, Синалоа, Мексика) — мексиканский боксёр-профессионал, выступавший в 1992 - 2001 годах в лёгкой, суперлёгкой и полусредней весовых категориях.